# ملمس (فنون بصرية)
في الفنون البصرية، يكون المَلْمَس هو نوعية السطح المدركة لعمل فني. وهو عنصر ذو تصميم ثنائي الأبعاد وثلاثي الأبعاد ويتميز بخصائصه البصرية والفيزيائية المتصورة. يمكن أن ينقل استخدام الملمس، إلى جانب عناصر التصميم الأخرى، مجموعة متنوعة من الرسائل والعواطف.

## الأنواع الثلاثة للملامس

### ملمس طبيعي

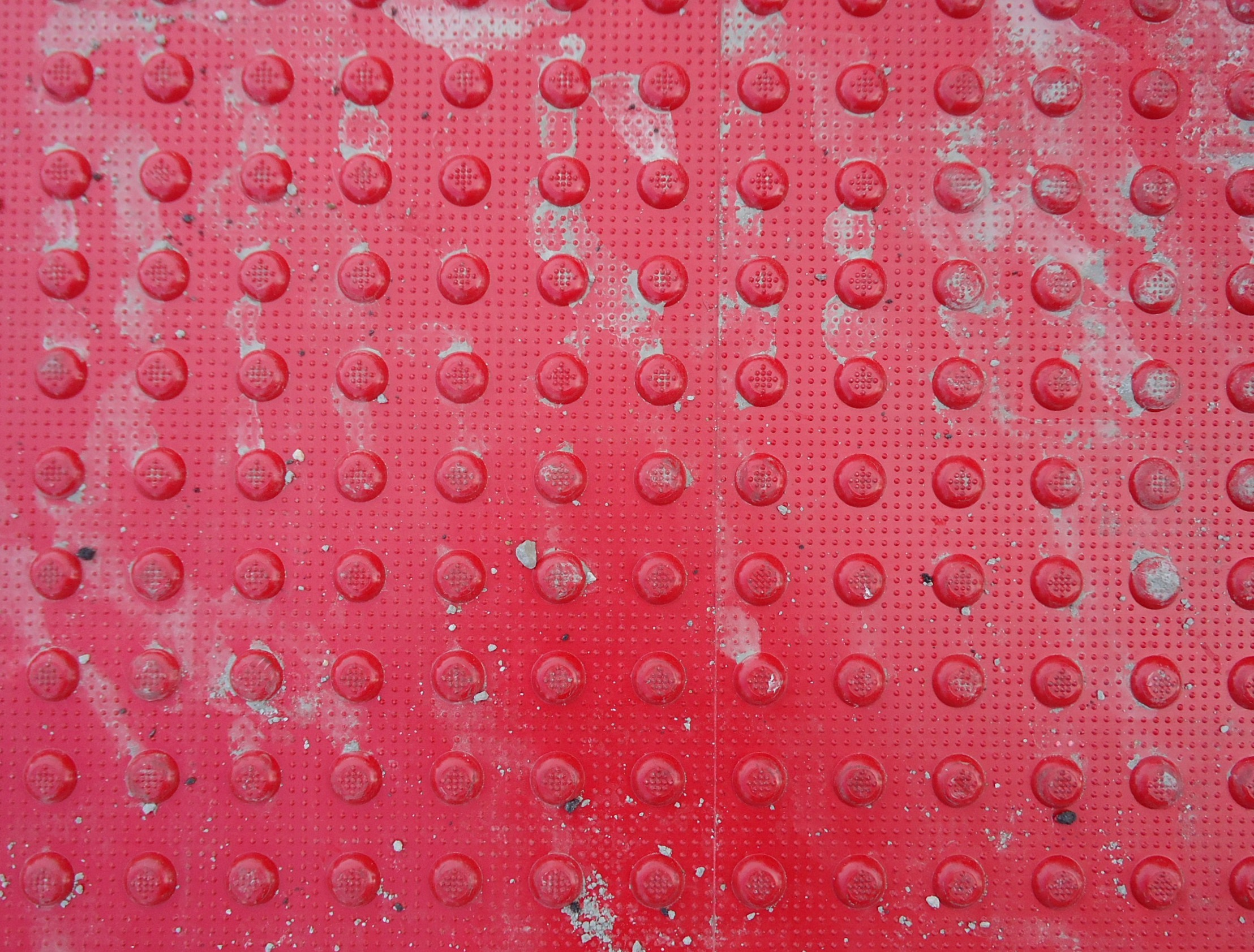
The bumpy texture of tactile paving.

الملمس الطبيعي (المعروف أيضًا باسم الملمس الفعلي ) هي أنماط من الاختلافات على سطح صلب. يمكن أن يشمل ذلك - على سبيل المثال لا الحصر - الفرو، الحبوب الخشبية، الرمل، الأسطح الناعمة للخيش، المعدن، الزجاج والجلود.
يختلف الملمس الطبيعي نفسه عن الملمس المرئي من خلال وجود خاصية مادية يمكن الشعور بها عن طريق لمس سطح الملمس. يمكن أن يؤثر الاستخدام المحدد للنسيج على نعومة العمل الفني. على سبيل المثال، يمكن أن يكون استخدام الأسطح الخشنة عاملا فعالا بصريًا، في حين أن الأسطح الملساء يمكن أن تكون مريحة بصريًا. وباستخدام السطحين معا فمن الممكن أن يضفيا شخصية للتصميم، أو يتم استخدامهما لتحقيق التركيز والإيقاع والتباين، إلخ. 
يُعد الضوء عاملاً مهمًا في تحديد النسيج المادي لأنه يمكن أن يؤثر على شكل السطح. يمكن للأضواء القوية على سطح أملس أن تحجب قابلية الرسم أو الصورة الفوتوغرافية، في حين أنها يمكن أن تخلق تناقضات قوية في سطح شديد التركيب مثل صخور النهر والرمال وما إلى ذلك.

### ملمس بصري
الملمس بصري أو نسيج ضمني هو وهم وجود ملمس طبيعي. لكل مادة ولكل سطح مرئي ملمس خاص به، ويجب أخذه في الاعتبار قبل إنشاء تكوين ما. على هذا النحو، فإن مواد مثل الخيش وورق الألوان المائية تكون أقسى بكثير من ورق الصور للكمبيوتر ذي الجودة عالية . وقد لا تكون أكثر ملاءمة لإنشاء نسيج مسطح وسلس. يستخدم التصوير الفوتوغرافي والرسومات واللوحات الملامس المرئية لتمثيل موضوعاتهم الخاصة بشكل واقعي إلى جانب توضيحها. يتم إنشاء نسيج في هذه الوسائط بشكل عام عن طريق تكرار الشكل والخط. مثال آخر على الملمس البصري هو terrazzo أو صورة في المرآة.

#### ملمس زخرفي
نسيج مزخرف «يزين نتهتتهعنهالسطح». تتم إضافة نسيج لتزيين السطح ما.

#### ملمس عفوي
هذا يركز أكثر على عملية الإبداع البصري ؛ علامات الملمس تعمل أيضا على خلق الأشكال. هذه غالبًا ما تكون أشكالًا «عرضية» تخلق نسيجًا.

#### ملمس ميكانيكي
هو الملمس الذي يتم إنشاؤه بوسائل ميكانيكية خاصة. ويعد التصوير مثالا على ذلك . الحبيبات و/ أو الملامس على الشاشة التي توجد غالبًا في الطباعة تخلق ملمسا على السطح. يتجلى ذلك أيضًا من قبل التصميمات في الطباعة ورسومات الكمبيوتر.

### ملمس تشعبي
.يمكن تعريف الملمس التشعبي على أنه «نسيج السطح المحاكى الواقعي الناتج عن طريق إضافة تشوهات صغيرة عبر سطح الجسم»  (كما هو موضح بواسطة كين بيرلين) وكطريقة لوصف الطبيعة المورفولوجية للسائل في نسيج الرسومات السيبرانية والأعمال المستجيبة للشفقة التي تم إنشاؤها في مجال الفنون البصرية فيها (كما وصفها لي كلاين).

## أمثلة على الملامس الطبيعية

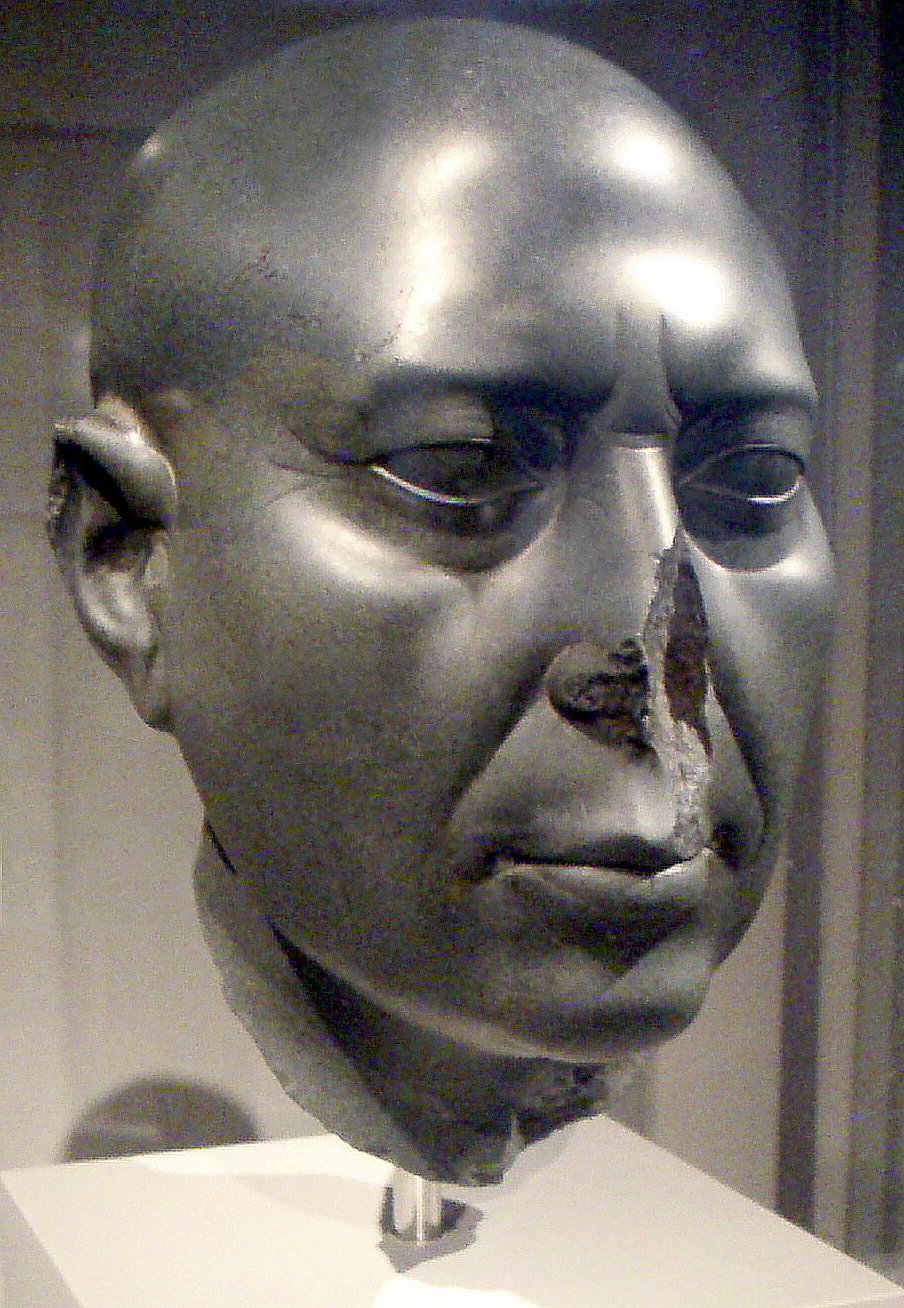
برلين غرين هيد ، 500BC. لاحظ الملمس الناعم والجو العام للتمثال النصفي.
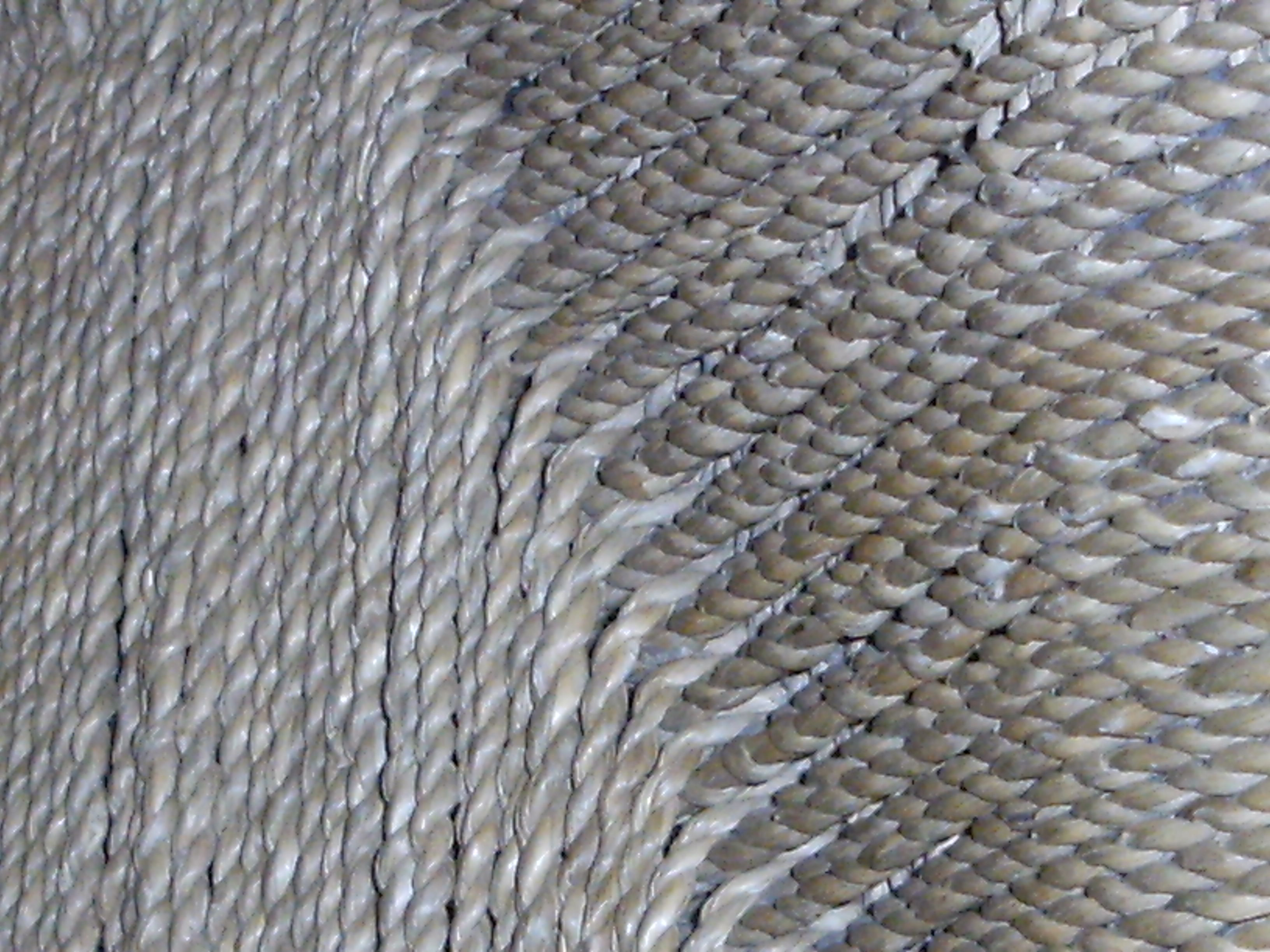
تفصيلية لألياف منسوجة من سجادة
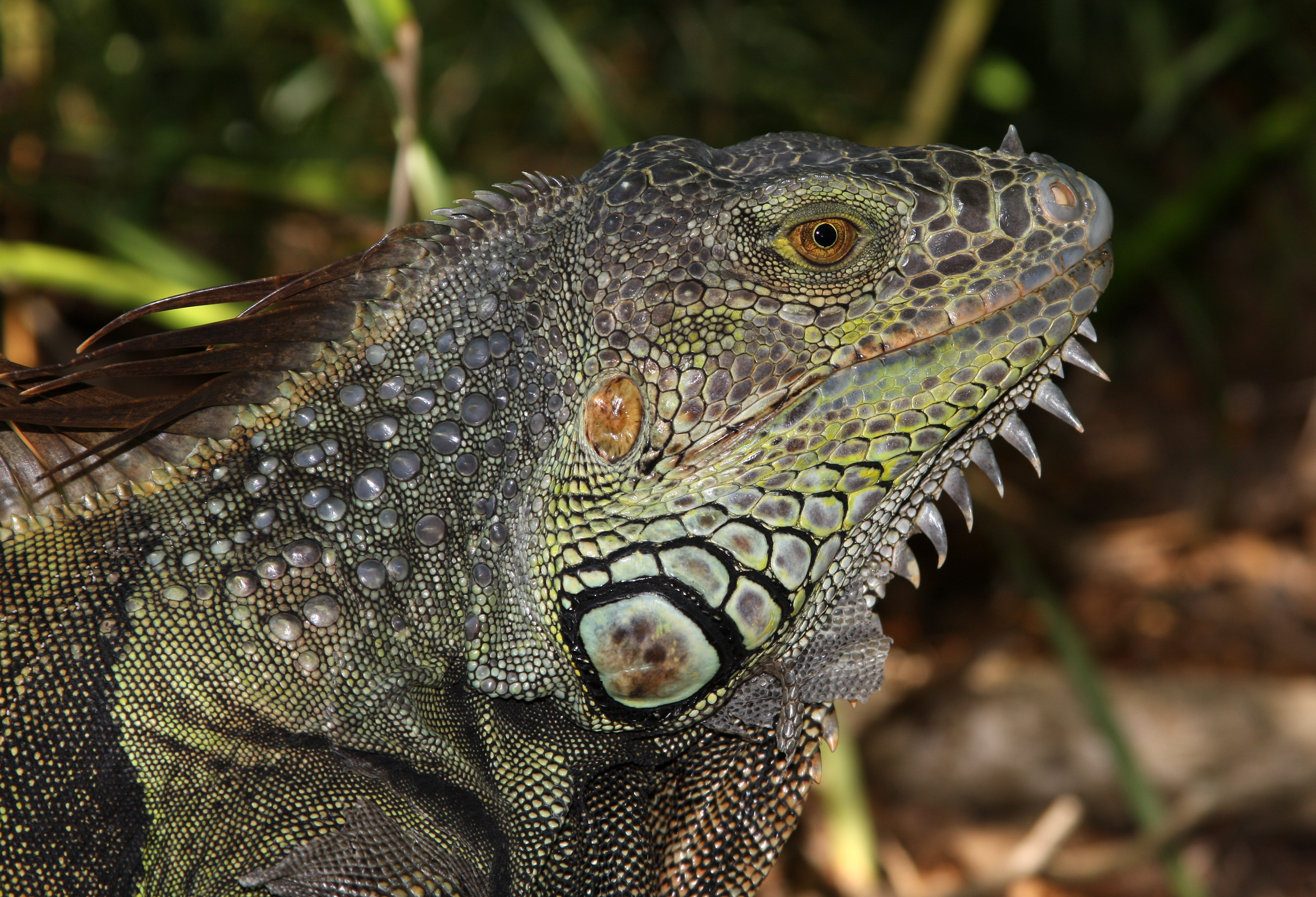
غالبًا ما يتم تعريف الحيوانات من خلال ملمسها الطبيعي ، مثل القط الصغير الضبابي أو هذه الإغوانا المتقشرة.
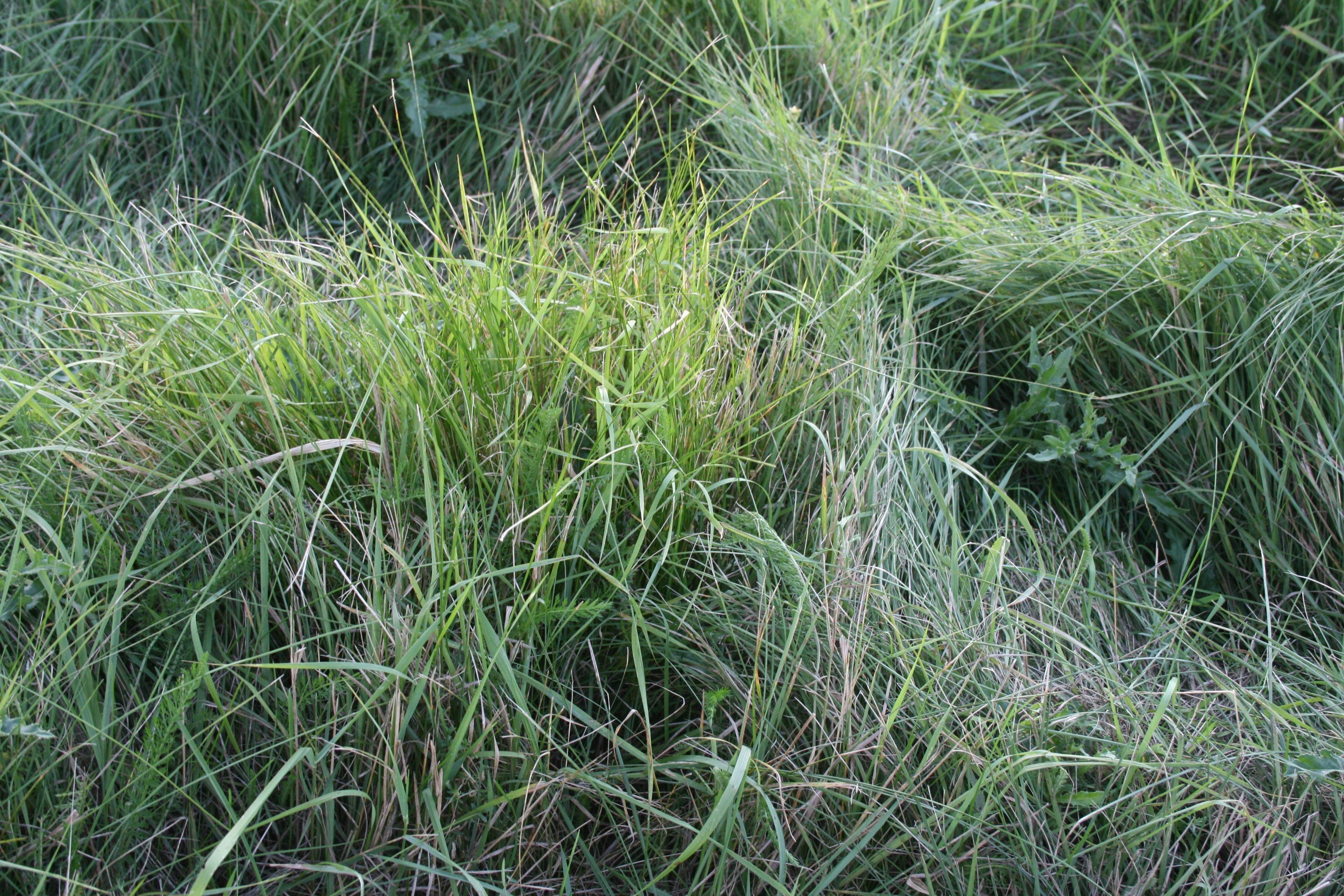
ورقات نبات العشب توفر نسيج ناعم.
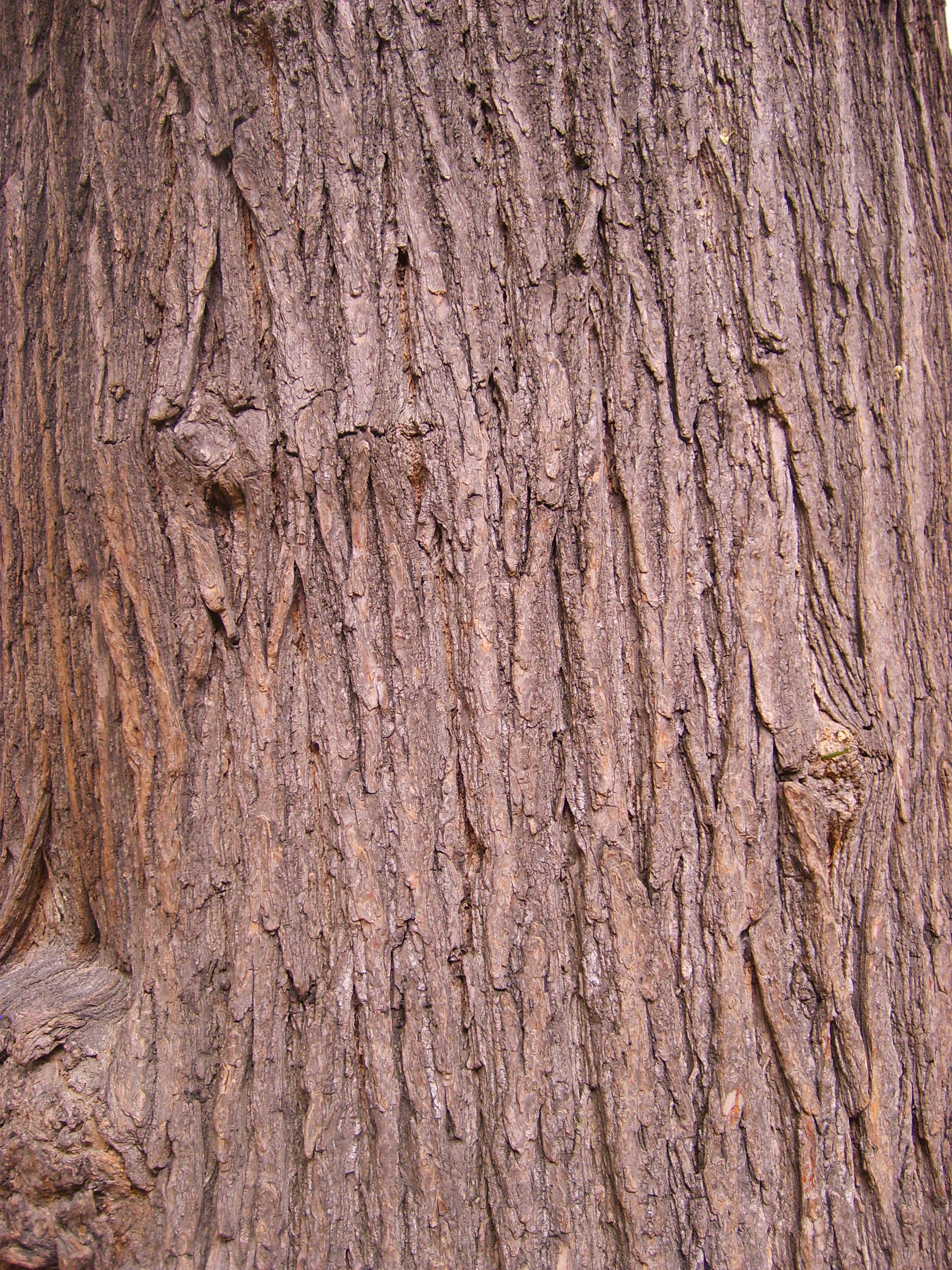
لحاء خشن على سطح الشجرة
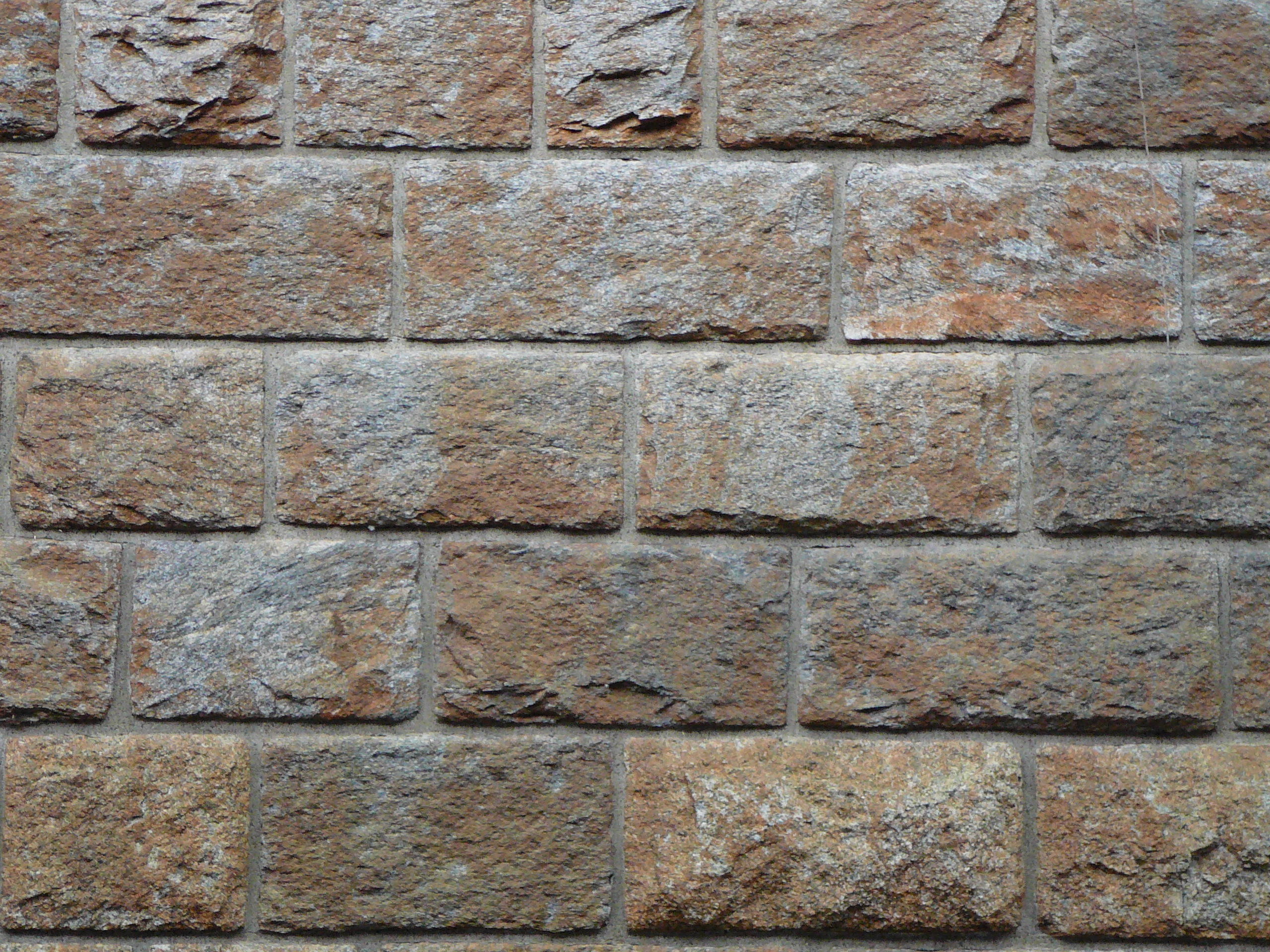
جدار من الطوب مع وجود أسطح بارزة.
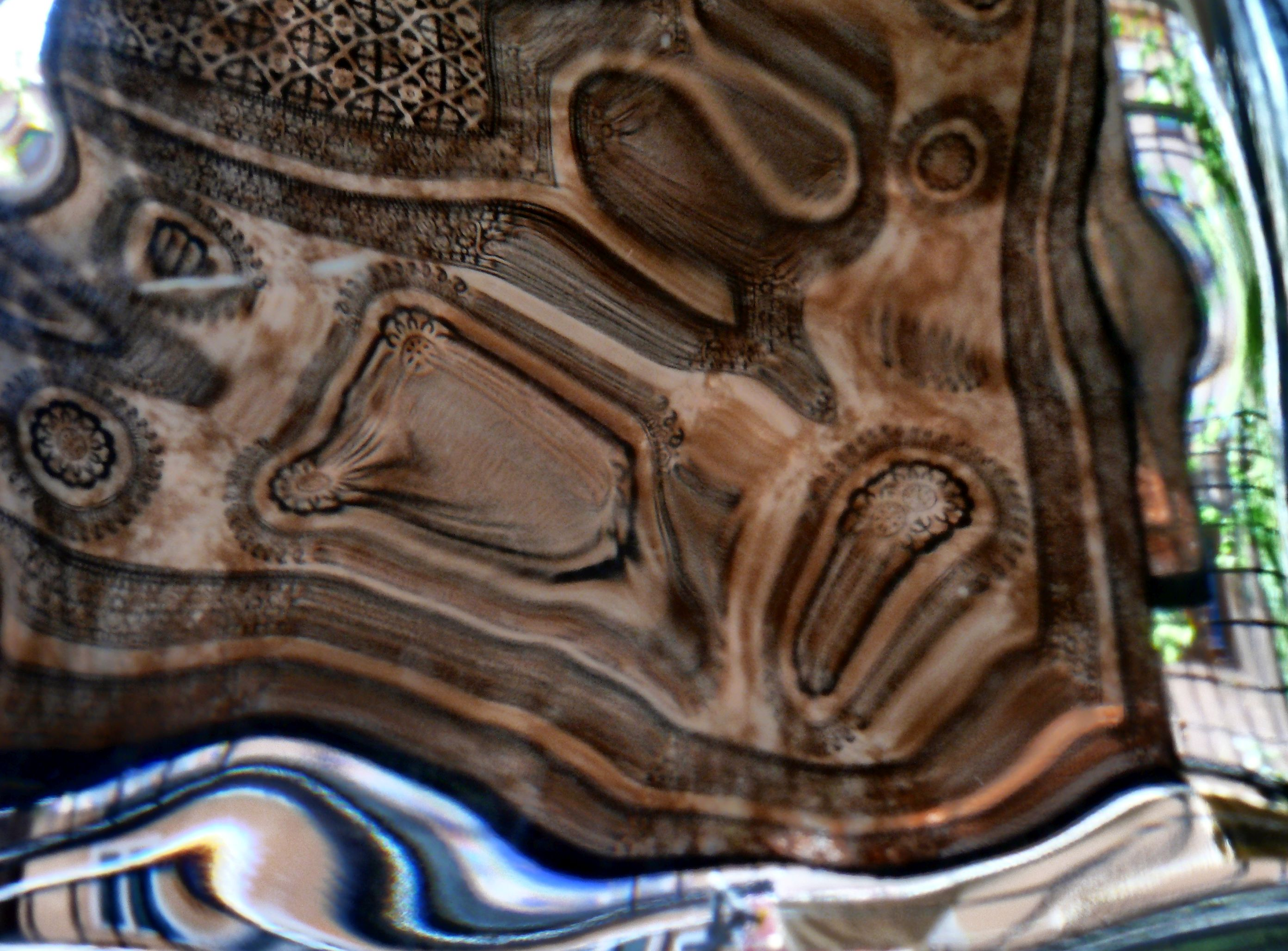
ملمس التلقائي التي تم إنشاؤه على الطوب الزجاجي الشفاف

## أمثلة على الملامس البصرية

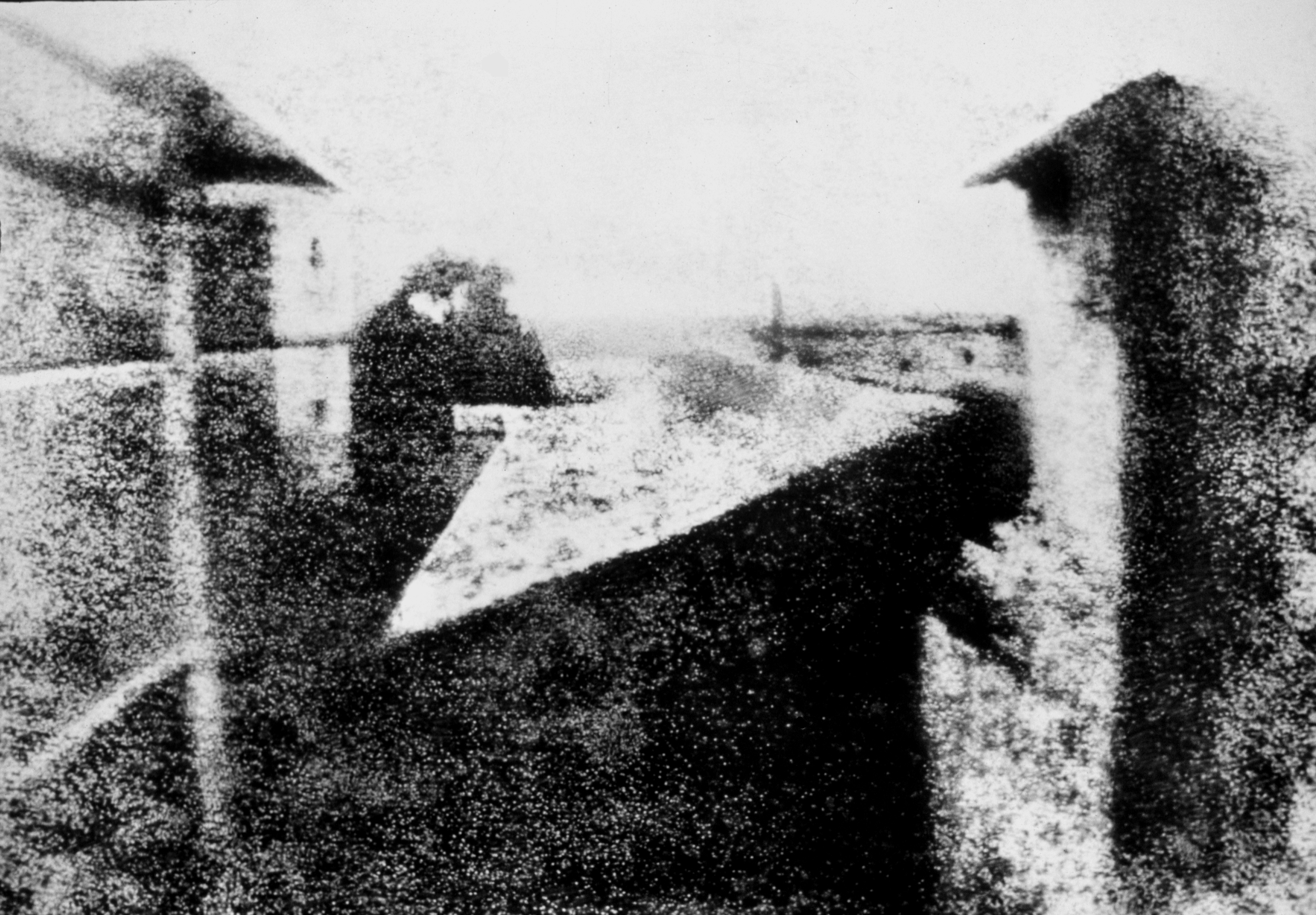
صورة منظر من النافذة في لو غرا لنيسيفور نييبس
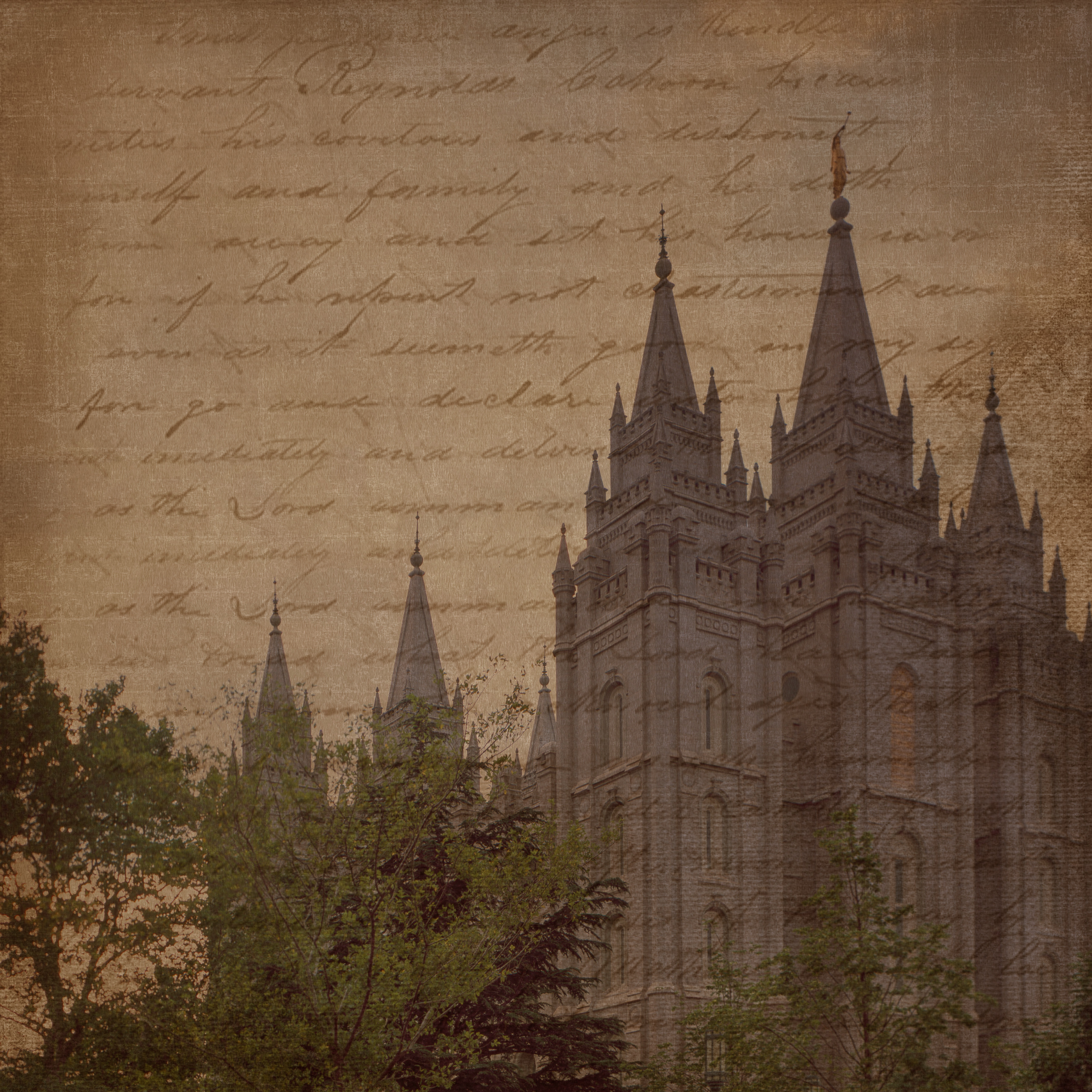
صورة تم تغييرها رقميًا لإظهار النص والملمس الورقي على صورة.